# Alkoholizm

Szkodliwość i ryzyko uzależnienia od poszczególnych narkotyków (w tym alkoholu)

Alkoholizm – termin wieloznaczny, w wąskim znaczeniu jest to choroba alkoholowa, czyli uzależnienie od alkoholu etylowego, a w szerokim znaczeniu są to następstwa nadmiernego używania alkoholu, nie tylko zdrowotne, lecz również społeczne (jako patologia – pijaństwo) i inne.
Nadużywanie alkoholu może prowadzić do uszkodzeń wszystkich narządów, jednak najbardziej dotyka mózgu, serca, wątroby, trzustki i układu odpornościowego. Alkoholizm może prowadzić do chorób psychicznych, majaczenia alkoholowego, zespołu Korsakowa, a także arytmii serca. Picie alkoholu podczas ciąży może powodować alkoholowy zespół płodowy. Kobiety są narażone na szkodliwe skutki działania alkoholu bardziej od mężczyzn, przede wszystkim z powodu mniejszej masy ciała, słabszego metabolizmu alkoholu i większego udziału tłuszczu w masie ciała. U niektórych osób intensywne nadużywanie alkoholu prowadzi finalnie do upośledzeń umysłowych i demencji na tle alkoholowym.
Oddziaływanie środowiska i predyspozycje genetyczne są dwoma podstawowymi czynnikami ryzyka choroby alkoholowej i każdy z nich jest odpowiedzialny za około połowę ryzyka. Stres i związane z nim choroby, takie jak zaburzenia lękowe, również mają wpływ na powstawanie zaburzeń na tle alkoholowym – osoby w sytuacjach stresowych statystycznie częściej sięgają po alkohol, którego otępienny efekt pomaga im w radzeniu sobie z dysforią.
Wśród osób mających rodzica lub rodzeństwo dotknięte chorobą alkoholową, prawdopodobieństwo zapadnięcia na nią jest trzy do czterech razy większe niż w ogóle populacji. Mimo tego mniejszość takich osób zostaje alkoholikami. Wśród środowiskowych czynników ryzyka choroby alkoholowej można wyróżnić społeczne, kulturowe i behawioralne bodźce. Wysoki poziom stresu i lęku oraz niski koszt i łatwa dostępność alkoholu zwiększają ryzyko zapadnięcia na chorobę alkoholową. Niektóre osoby kontynuują picie, żeby zapobiec lub złagodzić objawy odstawieńcze. Osoba chora, która przestanie pić alkohol, może odczuwać objawy odstawieńcze o niskiej intensywności nawet przez wiele miesięcy. Z medycznego punktu widzenia, choroba alkoholowa jest chorobą zarówno psychiczną jak i fizyczną, zazwyczaj diagnozowaną przy użyciu kwestionariuszy medycznych. Dodatkowe informacje zebrane po przeanalizowaniu kwestionariuszy pomagają w potwierdzeniu diagnozy.
Prewencja alkoholizmu polega na działaniach mających na celu zmniejszenie stresu i lęku osób narażonych, regulowaniu i ograniczaniu sprzedaży alkoholu (w szczególności młodocianym), opodatkowaniu alkoholu (w celu uzyskania bariery cenowej) oraz działaniach edukacyjnych i leczniczych.
Istnieje parę form leczenia alkoholizmu. Z powodu problemów medycznych, które mogą wystąpić podczas odstawiania alkoholu, powinno ono przebiegać w kontrolowany sposób. Jedna z popularnych metod stosowanych w celu łagodzenia nieprzyjemnych skutków zespołu abstynencyjnego polega na przyjmowaniu przez uzależnionego leków benzodiazepinowych, takich jak Diazepam. Leki te mogą być przyjmowane zarówno podczas przebywania w ośrodku terapii uzależnień, jak i indywidualnie. Leki Akamprozat, Disulfiram lub Naltrekson również mogą być wykorzystywane w celu przeciwdziałania dalszemu piciu. Choroby psychiczne lub inne uzależnienia mogą komplikować leczenie alkoholizmu. Różne formy psychoterapii takie jak indywidualna, grupowa, czy grupy wsparcia są stosowane, by powstrzymać osobę uzależnioną od powrotu do alkoholizmu. Jedna z takich grup wsparcia to Anonimowi Alkoholicy.
Wg szacunków Światowej Organizacji Zdrowia, w 2016 roku było na świecie ok. 380 milionów alkoholików, co stanowi 5,1% populacji powyżej 15 roku życia. Wg szacunków PARPA, w 2020 8% konsumentów alkoholu w Polsce piło go codziennie lub prawie codziennie. Alkoholizm jest najbardziej powszechny wśród mężczyzn i młodych osób. Na świecie, alkoholizm jest najmniej rozpowszechniony w Afryce (1,1% dorosłej populacji), a najbardziej w Europie Wschodniej (11%). 139 000 osób umarło z powodu alkoholizmu w 2013, co stanowi 24% wzrost w porównaniu do 112 000 zgonów w 1990. Uważa się, że nadużywanie alkoholu jest bezpośrednią przyczyną 5,9% wszystkich zgonów. Alkoholizm skraca oczekiwaną długość życia o około 10 lat. W języku polskim istnieje wiele obelżywych lub nieformalnych określeń na osobę nadużywającą alkoholu, np. pijak, moczymorda, żul. W 1979 Światowa Organizacja Zdrowia zarekomendowała używanie określenia Zespół zależności alkoholowej zamiast określenia Alkoholizm.

## Charakterystyka
pow. 19 litrów
     15 litrów
     10 litrów
     5 litrów
     pon. 0,2 litra
     brak danych

Światowe roczne spożycie czystego alkoholu w litrach na osobę (15+)
Legenda:
pow. 19 litrów
15 litrów
10 litrów
5 litrów
pon. 0,2 litra
brak danych

Spożywanie zazwyczaj w dużych dawkach alkoholu przez alkoholika jest spowodowane przymusem o charakterze psychicznym i somatycznym, nie podlega jego woli, jednak możliwe jest jego powstrzymanie i utrzymanie abstynencji. Mechanizm powstawania uzależnienia nie jest do końca wyjaśniony, ale ma bezpośredni związek z ciągłym lub cyklicznym nadużywaniem alkoholu. Rodzaj napoju alkoholowego nie ma znaczenia – człowiek nie uzależnia się od konkretnego piwa, wina, wódki, whisky czy koniaku, ale od zawartego w tych napojach alkoholu.

## Epidemiologia w Polsce

Odsetek kobiet w wieku 15+ uzależnionych od alkoholu. Źródło danych: WHO, wskaźnik RSUD_1.
>12%
10-12%
8-10%
6-8%
4-6%
2-4%
0-2%

>12%
     10-12%
     8-10%
     6-8%
     4-6%
     2-4%
     0-2%
     >12%
     10-12%
     8-10%
     6-8%
     4-6%
     2-4%
     0-2%

Odsetek mężczyzn w wieku 15+ uzależnionych od alkoholu. Źródło danych: WHO, wskaźnik RSUD_1.
>12%
10-12%
8-10%
6-8%
4-6%
2-4%
0-2%

Alkoholizm jest jednym z głównych problemów zdrowotnych w Polsce. W 2016 roku liczbę osób w wieku powyżej 15 lat uzależnionych od alkoholu w Polsce szacowano na ok. 2,2%.
Istotnym czynnikiem, który może przyczyniać się do rozwoju alkoholizmu w Polsce, jest wysoka konsumpcja piwa. Na rynku alkoholi piwo jest najbardziej przystępnym ekonomicznie towarem dla konsumentów, stanowiąc w I półroczu 2024 roku 55% całego spożycia alkoholu w Polsce. Dane Nielsena z 2024 roku obrazują skalę popularności piwa na rynku alkoholi. Polacy dziennie kupują średnio 16 mln sztuk piwa w opakowaniach o pojemności 0,5 litra. Z kolei sprzedaż napojów spirytusowych w małych formatach (poniżej 300 ml) wynosi 1,4 miliona sztuk dziennie.
Według danych udostępnionych przez Centrum Monitorowania Rynku, sprzedaż piwa w godzinach porannych (od 5:00 do 12:00) jest ponad sześciokrotnie wyższa niż alkoholi w małych opakowaniach. W tym czasie Polacy nabywają niemal 2,6 miliona sztuk piwa, z czego ponad 402 tysiące stanowią piwa mocne. Około 30% puszek piwa sprzedawanych przed południem to piwa typu „strong”. W analogicznym okresie, sprzedaż napojów spirytusowych w małych formatach tzw. „małpek” wynosi około 410 tysięcy sztuk.
Z danych Nielsena wynika, że Polacy w 2023 roku wydali ok. 23 mld zł na zakup piwa i ok. 17 mld złotych na zakup wódki.
Zgodnie z ustawą o wychowaniu w trzeźwości i przeciwdziałaniu alkoholizmowi, reklamy napojów alkoholowych są zabronione na terenie Polski. Wyjątek od tej zasady stanowi jedynie piwo. Zdaniem dziennika Rzeczpospolita reklamowanie piwa jako symbol zabawy i relaksu wpływa na jego pozytywne postrzeganie przez społeczeństwo. Z tego powodu część Polaków żywi nieprawdziwe przeświadczenie, że piwo to nie alkohol. Na dużą popularność tego napoju alkoholowego wpływają takie czynniki jak cena oraz promocja.
Eksperci wykazali, że w Polsce inicjacja alkoholowa rozpoczyna się najczęściej od piwa. 8 na 10 niepełnoletnich w Polsce ma za sobą inicjację alkoholową. 78% z nich sięga po piwo. 

## Objawy uzależnienia
Aby móc mówić o uzależnieniu od alkoholu, muszą wystąpić minimum trzy z następujących objawów:
- silna, natrętna potrzeba spożywania alkoholu (głód alkoholowy)
- upośledzona zdolność kontrolowania picia alkoholu – trudności w unikaniu rozpoczęcia picia, trudności w zakończeniu picia albo problemy z kontrolowaniem picia do wcześniej założonego poziomu
- picie alkoholu w celu złagodzenia albo zapobieżenia alkoholowemu zespołowi abstynencyjnemu oraz subiektywne poczucie skuteczności takiego postępowania
- objawy abstynencyjne – drżenia mięśniowe, nadciśnienie tętnicze, tachykardia, nudności, wymioty, biegunki, bezsenność i inne zaburzenia snu, rozszerzenie źrenic, wysuszenie śluzówek, wzmożona potliwość, padaczka, nastrój drażliwy lub obniżony, lęk
- zmieniona, najczęściej zwiększona, tolerancja alkoholu – ta sama dawka alkoholu nie przynosi oczekiwanego efektu, potrzeba spożywania większych dawek alkoholu dla wywołania oczekiwanego efektu
- zawężenie repertuaru zachowań związanych z piciem alkoholu do 1–2 wzorców
- postępujące zaniedbywanie alternatywnych do picia przyjemności, zachowań i zainteresowań
- picie alkoholu mimo oczywistej wiedzy o jego szczególnej szkodliwości dla zdrowia pijącego

## Powikłania spowodowane nadużywaniem alkoholu
- marskość wątroby
- zapalenie żołądka
- niedożywienie i wyniszczenie
- polineuropatia i miopatia
- zaburzenia psychiczne: majaczenie, halucynoza, zespół Korsakowa, encefalopatia Wernickego[36]
- śmierć (śmiertelna dawka alkoholu u dorosłych to 5–8 g na 1 kg masy ciała, u dzieci 3 g/kg masy ciała[37])

## Współwystępowanie z innymi problemami i skutki

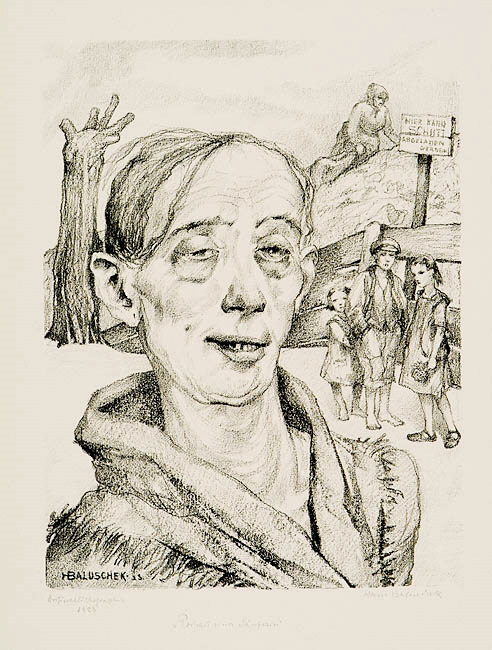
Alkoholizm to także problem społeczny – zwykle cierpi nie tylko sam uzależniony, ale także jego rodzina, najbliżsi i sąsiedzi

Poniżej znajdują się problemy, z jakimi spotykają się alkoholicy. Obok podany jest procent alkoholików, których dotyczy dany problem (na podstawie badania Programu Aktywizacji Placówek Odwykowych):
- zaburzenia życia rodzinnego – 94%
- problemy w kontaktach z ludźmi – 84%
- problemy finansowe – 82%
- przemoc wobec bliskich – 57%
- problemy z prawem (karalność) – 51%

Alkoholizm zwiększa przestępczość, sprzyja szerzeniu się chorób wenerycznych i ujemnie wpływa na potomstwo. Nadużywanie alkoholu jest powodem powstawania problemów w rodzinach oraz ich rozpadu.

## Pojęcie alkoholizmu
Pojęcie alcoholismus chronicum wprowadził Magnus Huss w roku 1849.
W 1960 r. Elvin Morton Jellinek opublikował pracę pt. Koncepcja alkoholizmu jako choroby. E.M. Jellinek pierwszy przedstawił, w jaki sposób dochodzi do powstawania i pogłębiania się uzależnienia od alkoholu, podzielił proces powstawania choroby na fazy. Autor wyróżnia następujące stadia choroby alkoholowej:
- faza wstępna prealkoholowa – trwa od kilku miesięcy do kilku lat, zaczyna się od konwencjonalnego stylu picia – człowiek odkrywa, że picie alkoholu nie tylko daje przyjemne doznania, ale także łagodzi przykre stany emocjonalne; wzrasta tolerancja na alkohol
- faza ostrzegawcza – zaczyna się w momencie pojawienia się luk pamięciowych – palimpsestów
- faza krytyczna – rozpoczyna się od utraty kontroli nad piciem
- faza przewlekła – zaczyna się wraz z wystąpieniem wielodniowych ciągów

Autor podkreślał, iż zatrzymanie choroby jest możliwe na każdym etapie i w każdej fazie. Od czasu dzieła Jellinka pojawiły się inne typologie alkoholizmu.
W 1983 George Villant opublikował książkę pod tytułem Naturalna historia alkoholizmu, w której zaprezentował rezultaty kilku badań potwierdzających i pogłębiających pojęcie alkoholizmu jako choroby. Podsumowując swoje badania, autor stwierdził, że alkoholizm ma charakter postępujący, jego objawy występują jednak w innej kolejności niż przedstawił to Jellinek. Villant podał dwie możliwości zakończenia rozwoju choroby alkoholowej: osoby nią dotknięte podejmują abstynencję albo czeka je śmierć. Jak wynika z danych, nieliczna grupa zdołała powrócić do picia niepatologicznego, czy też powstrzymać proces uzależnienia. Jednak w trakcie kontynuowania badań zaobserwowano, iż grupa ta systematycznie malała.
Bardzo użyteczna jest klasyfikacja alkoholizmu opracowana przez Komitet Ekspertów dla Spraw Alkoholizmu Światowej Organizacji Zdrowia. Klasyfikacja ta znajduje się w VIII Rewizji Międzynarodowej Klasyfikacji Chorób, Urazów i Przyczyn zgonów obowiązującej w Polsce od 1 stycznia 1970 r. Przedstawia się ona następująco:
Epizodyczne picie nadmiernePicie nadmierne nieregularne, okresy nadmiernego picia stosunkowo krótkie, oddzielone dłuższymi przerwami. Grupa pijących tego typu obejmuje pewną liczbę osób z nieprawidłowymi cechami osobowości, które przejawiają się w stanach upicia.
Nawykowe picie nadmierneCiągłe picie nadmierne. Pijący nadmiernie, systematycznie i regularnie. W fazie tej nie występuje jeszcze „utrata kontroli”.
Nałóg alkoholowyToksykomania alkoholowa. Stan psychicznego i somatycznego uzależnienia od alkoholu, w którym występuje z początku zwiększenie się tolerancji alkoholu oraz pojawiają się psychiczne i fizyczne objawy odstawienia (alkoholowy zespół abstynencyjny). Dla fazy tej szczególnie charakterystyczna jest utrata kontroli picia, tj. niemożność powstrzymania się od kontynuowania picia, a w fazie nałogu dalej posuniętego – zmniejszenie się tolerancji alkoholu. W fazie najdalej zaawansowanego alkoholizmu najczęściej występują różnego rodzaju powikłania psychiczne o charakterze psychotycznym i najwyraźniej zaznaczają się fizyczne, psychiczne i socjalne skutki przewlekłej intoksykacji alkoholowej. Do tego punktu należy zaliczyć większość przypadków określanych jako alkoholizm przewlekły.
Alkoholizm inny i nieokreślonyDo tej grupy zalicza się alkoholizm, którego z różnych powodów (np. brak wiarygodnych danych) nie można zaklasyfikować do jednej z wyżej wymienionych grup alkoholizmu. Można tu zaliczyć także niektóre przypadki picia „na tle patologicznym”, tj. towarzyszącego innym zaburzeniom psychicznym, gdy alkoholizm taki nie wysuwa się na pierwszy plan, a jego formy nie można zaklasyfikować do jednej z poprzednich trzech grup.

## Prawo

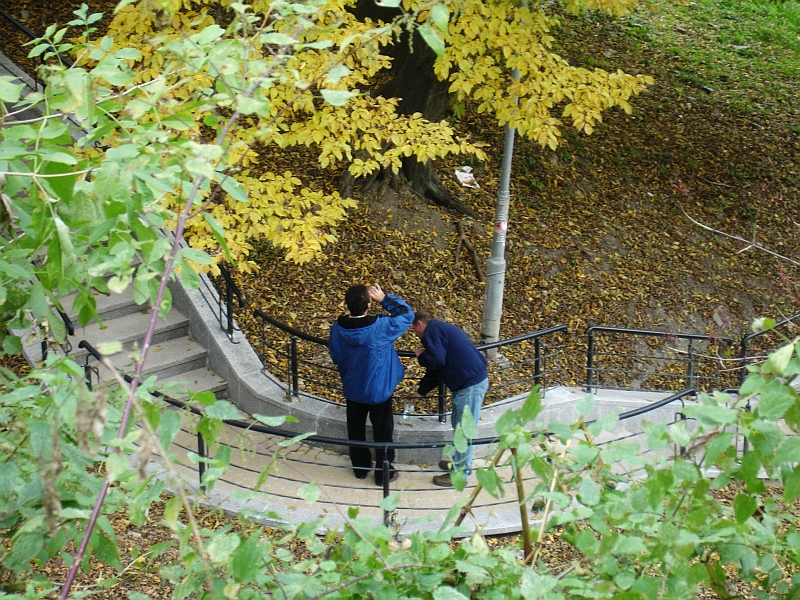
Spożywanie alkoholu w określonych miejscach publicznych jest w wielu krajach niezgodne z prawem i podlega karze grzywny. Osoby w stanie nietrzeźwości, które np. swoim zachowaniem dają powód do zgorszenia w miejscu publicznym odprowadzane są do izby wytrzeźwień

Uznając życie obywateli w trzeźwości za niezbędny warunek moralnego i materialnego dobra Narodu, Sejm PRL przyjął dnia 28 października 1982 ustawę o wychowaniu w trzeźwości i przeciwdziałaniu alkoholizmowi (Dz.U. z 2023 r. poz. 2151), która zezwala sądowi zobowiązać chorego do leczenia w zakładzie odwykowym lub poradni.

## Leczenie

### Terapia psychologiczna
- Osoba uzależniona może skorzystać z pomocy:
  - profesjonalnych Ośrodków Terapii Uzależnień i Współuzależnienia
  - samopomocowych grup Wspólnoty Anonimowych Alkoholików
  - Klubów Abstynenta

Terapie grupowe lub indywidualne – polegają głównie na zdobywaniu i pogłębianiu wiedzy z zakresu alkoholizmu, co umożliwia choremu przyznanie się (przed samym sobą) oraz akceptację siebie jako alkoholika. Zajęcia terapeutyczne pomagają w przebudowie stylu życia na abstynencki, który umożliwia długotrwałą abstynencję, uczą rozpoznawania i radzenia sobie z głodem alkoholowym, a także zapobiegania występowaniu nawrotów choroby.
Wspólnota Anonimowych AlkoholikówNie oferuje leczenia, ani profesjonalnej lekarskiej pomocy. Proponuje program 12 kroków oraz dzielenie się siłą, nadzieją i swoimi doświadczeniami w drodze do trzeźwości na mitingach AA. W AA nie jest wymagana abstynencja – jedynym warunkiem przynależności do wspólnoty jest pragnienie zaprzestania picia.
Kluby AbstynentaSą miejscem spotkań osób niepijących (także osób nieuzależnionych). Abstynenci stawiają sobie za cel propagowanie poprzez swoją postawę – trzeźwego modelu życia.
Publiczne i niepubliczne Ośrodki Terapii UzależnieńOferują profesjonalną psychoterapię uzależnienia, prowadzoną przez specjalistów certyfikowanych przez Krajowe Centrum Przeciwdziałania Uzależnieniom. Pracują w trybie ambulatoryjnym (poradnie) i stacjonarnym (tzw. całodobowe lub zamknięte).
Proces zdrowienia z choroby alkoholowej jest bardzo trudny i skomplikowany, uzależniony przede wszystkim od chęci i dobrej woli zainteresowanego. Około 70% pacjentów po terapiach nie osiąga trwałych efektów.
Z badań przeprowadzonych przez Millera i Hestera wynika, że 1/3 pacjentów osiąga, po odbyciu leczenia, trwałą abstynencję, a 1/3 poprawę funkcjonowania bez utrzymywania całkowitej abstynencji. Zdaniem innych badaczy 2/3 osób leczonych z powodu alkoholizmu uzyskuje poprawę, aczkolwiek wymiar sukcesu zależy od przyjętego kryterium. Jeszcze inne badania wykazały, że 70% wszystkich leczących się, bardzo wyraźnie ograniczyło liczbę dni picia alkoholu oraz osiągnęło ogólną poprawę stanu zdrowia.

### Leczenie farmakologiczne
Lekami stosowanymi w przypadku uzależnienia od alkoholu są:
- disulfiram – inhibitor dehydrogenazy aldehydowej – wywołuje kumulację aldehydu octowego w organizmie po spożyciu alkoholu i związane z tym objawy, takie jak niedociśnienie, nudności, wymioty, zaczerwienienie twarzy i tachykardia[42]; zmniejsza spożycie alkoholu, ale nie pomaga w abstynencji; nie zostały przeprowadzone badania z randomizacją dotyczące jego skuteczności, choć pewna metaanaliza wykazała jego wysoką skuteczność i bezpieczeństwo stosowania[42]
- akamprozat – bloker receptorów kwasu glutaminowego, podobny w działaniu do homotauryny (analogu GABA) i kwasu homocysteinowego[43] – zmniejsza częstość picia i wspomaga abstynencję, ponadto wykazuje właściwości neuroochronne – zmniejsza neurotoksyczność wywołaną przez anoksję w udarze mózgu
- naltrekson – antagonista receptorów opioidowych – zmniejsza głód alkoholowy; podczas jego stosowania należy monitorować funkcje wątroby pacjenta ze względu na ryzyko jej uszkodzenia
- nalmefen  – działanie podobne do naltreksonu, jednak wykazuje dłuższy okres półtrwania, większą biodostępność przy podaniu doustnym oraz nie stwierdzono toksycznego działania na wątrobę niezależnie od dawki
- baklofen – agonista receptora GABAB – w ślad za studium przypadku skutków eksperymentu na sobie samym przeprowadzonego przez Oliviera Ameisena[44], trwają badania nad stosowaniem baklofenu w leczeniu alkoholizmu[45][46]; 17 kwietnia 2018 komisja francuskiej państwowej agencji ANSM wydała opinię o niekorzystnej relacji ryzyka do korzyści terapeutycznej przy stosowaniu baklofenu w leczeniu alkoholizmu[47]

W 2012 przeprowadzono metaanalizę kilku eksperymentów polegających na podaniu osobom chorym na chorobę alkoholową jednorazowej dawki LSD w kontekście trwającej jednocześnie innej terapii. Wyniki wskazują na istotną statystycznie skuteczność tego działania, powodującego w rezultacie zmniejszenie stopnia nadużywania alkoholu. Efekt ten utrzymuje się przez 3 do 6 miesięcy.

### Syndrom odstawienia
Próbom leczenia nałogu może towarzyszyć tzw. syndrom odstawienia (nazywany również alkoholowym zespołem abstynencyjnym). Prowadzi on do somatycznych i psychicznych zaburzeń wynikających z zaprzestaniem dostarczania alkoholu do organizmu.
Najpopularniejsze objawy to:
- bóle i zawroty głowy
- powracające stany niepokoju
- mdłości i wymioty
- napady padaczki
- majaczenie alkoholowe (nazywane również delirium)

Symptomy mogą występować nawet po jednorazowym spożyciu alkoholu. Wynikają one z przyzwyczajenia mózgu do obecności toksyn stymulujących. Objawy mogą się nasilać po przerwaniu regularnego spożywania alkoholu (ciąg alkoholowy). Mogą występować wówczas drżenia i majaki. Wśród osób uzależnionych, delirium i padaczka występują średnio u 2% osób i mogą występować przy każdej próbie porzucenia nałogu.

## Profilaktyka za pomocątestu przesiewowego
Najpowszechniej używanym na świecie narzędziem stosowanym w badaniach przesiewowych w zakresie alkoholu jest Alcohol Use Disorders Identification Test. Obecnie jest dostępny w około 40 językach. AUDIT zapewnia ramy dla interwencji, stanowiące pomoc osobom spożywającym niezdrowe alkohole, sprzyja ograniczaniu lub zaprzestaniu spożywania alkoholu, a tym samym unikania szkodliwych konsekwencji z nim związanych. Pomaga również w identyfikacji uzależnienia od alkoholu i określonych skutków szkodliwego picia.

## Klasyfikacja DSM-IV
| kod DSM-IV | nazwa choroby                                                    |
| ---------- | ---------------------------------------------------------------- |
| 303.90     | Uzależnienie od alkoholu                                         |
| 305.00     | Nadużywanie alkoholu                                             |
| 303.00     | Zatrucie alkoholem                                               |
| 291.81     | Zespół odstawienia alkoholu                                      |
| 291.9      | Zaburzenia związane z alkoholem niewyspecyfikowane gdzie indziej |